# Asphondylia attenuatata
Asphondylia attenuatata är en tvåvingeart som beskrevs av Ephraim Porter Felt 1909. Asphondylia attenuatata ingår i släktet Asphondylia och familjen gallmyggor. Inga underarter finns listade i Catalogue of Life.